# Viktoria Tegenfeldt
Anna Viktoria Tegenfeldt, född 27 september 1987 i Tvärålund, är en svensk friidrottare (medeldistanslöpare) som tävlar för klubben IFK Umeå. På distanserna 800 och 1 500 meter har hon totalt tagit fyra SM-guld utomhus och tre inomhus under åren 2010 till 2014.
Vid EM i Helsingfors 2012 deltog Tegenfeldt på 800 meter men slogs ut i försöken. Hon är även utbildad jägmästare och skogsinspektor. 

## Personliga rekord
| Utomhus - 400 meter – 56,03 (Umeå 20 augusti 2011) - 800 meter – 2:03,69 (Karlstad 2 augusti 2011) - 1 000 meter – 2:52,84 (Alfaz del Pi, Spanien 15 juli 2016) - 1 500 meter – 4:15,30 (Sollentuna 5 juli 2012) - 400 meter häck – 1:03,91 (Pello, Finland 1 juli 2006) | Inomhus - 400 meter – 56,79 (Malmö 16 mars 2003) - 800 meter – 2:08,06 (Örebro 19 februari 2012) - 1 500 meter – 4:21,48 (Stockholm 22 februari 2011) |